# Rynek Jeżycki

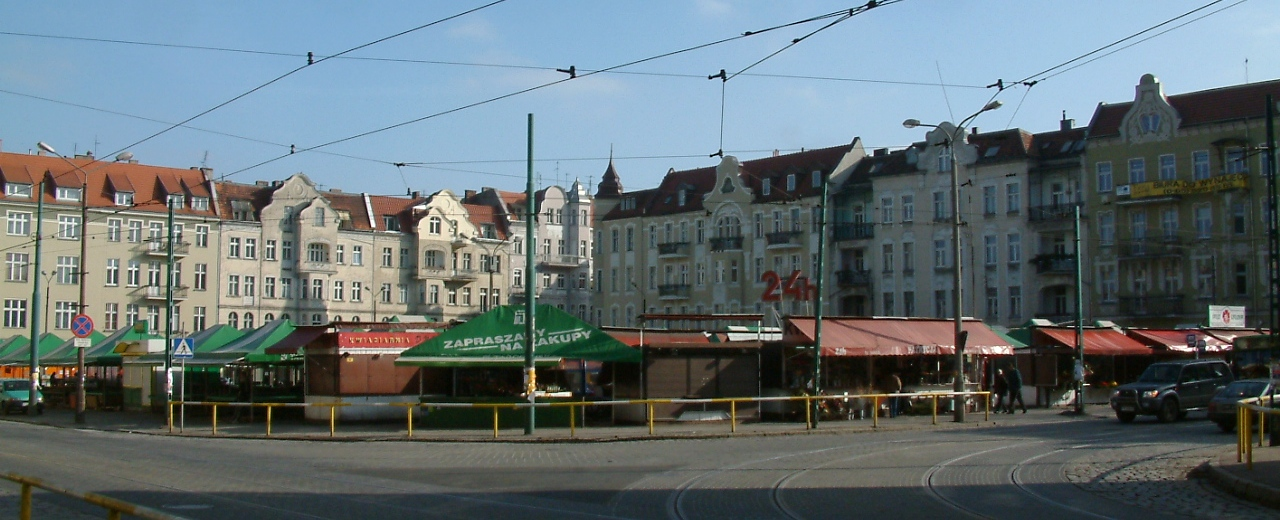
Rynek Jeżycki – całopierzejowa kamienica O.Hoffmanna po prawej

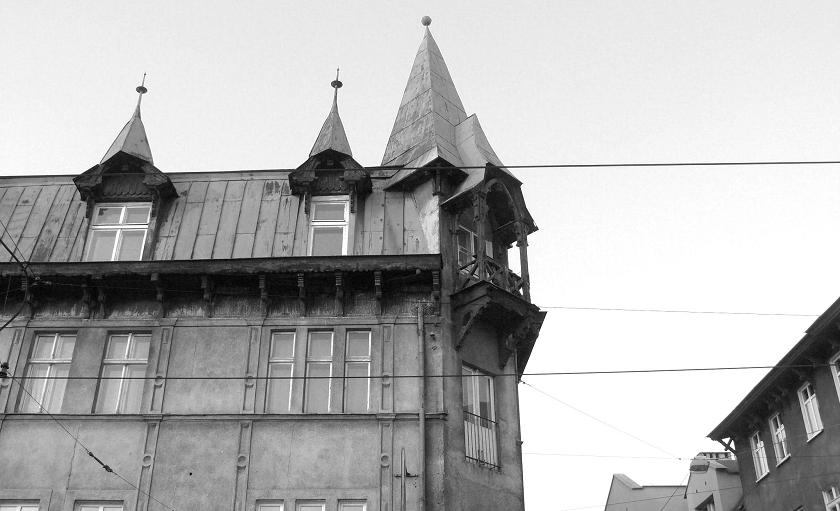
Architektura szachulcowa

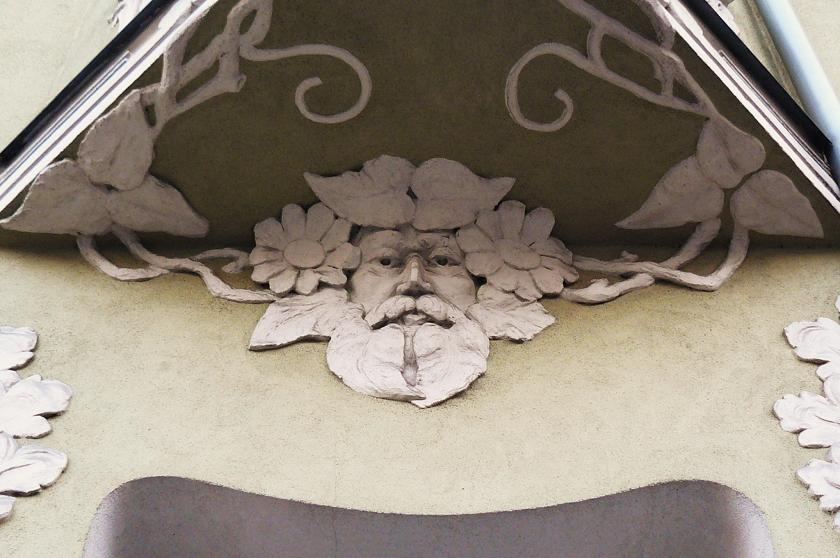
Detal secesyjny

Rynek Jeżycki – jeden z rynków miejskich w Poznaniu, które dawniej stanowiły centralne place handlowe osad podmiejskich. Rynek Jeżycki pełnił tę rolę w stosunku do Jeżyc i sytuacja ta nie zmieniła się do dziś, z wyjątkiem tego, że Jeżyce włączono do Poznania 1 kwietnia 1900.

## Geneza i historia
W 1891 zaplanowano regulację urbanistyczną Jeżyc, jednej z najbardziej charakterystycznych części obecnego miasta. Wytyczono nową siatkę ulic, w tym centralnie położony Marktplatz, czyli plac targowy (obecny Rynek) którego północne ograniczenie stanowiła dawna Szosa Berlińska (dzisiejsza ul. Dąbrowskiego), zaś zachodnie istniejący od średniowieczny trakt łączący wsie Jeżyce i Górczyn (dzisiejszy ciąg ulic Kościelna-Kraszewskiego-Matejki-Kasprzaka). Zachodnią jego stronę planowano obsadzić drzewami, podobnie, jak reprezentacyjną ulicę Dąbrowskiego (Wielka Berlińska), wybiegającą na Berlin, a stanowiącą północny bok Rynku na tym odcinku. W tym okresie rynek nosił nazwę Jersitzer Markt.
W początkach XX wieku Rynek Jeżycki stał się jednym z najbardziej reprezentacyjnych placów targowych w mieście. Kamienice w okolicy Rynku (reprezentujące style secesyjny i historyczne) projektowali znani poznańscy architekci, m.in. Max Biele, Paul Pitt, Oskar Hoffmann, czy firma architektoniczno-budowlana Böhmer i Paul.
Od 1910 przez Rynek przebiegała linia tramwajowa z Mostu Teatralnego do ulicy Polnej, a partery kamienic zajęły eleganckie sklepy i restauracje. Na samym targu działał m.in. drewniany, biały pawilon mleczarski.
W okresie niemieckiej okupacji Polski (1939-1945) plac nosił nazwę Westmarkt.
W 1945 częściowej dewastacji i rozbiórce uległa zachodnia pierzeja Rynku – rozebrano tu kamienice, w miejscu których powstały nieestetyczne pawilony. 10 lipca 1945 na Rynku odbyło się uroczyste powitanie 5. Brygady Artylerii Ciężkiej Wojska Polskiego, która powracała z Berlina. Defiladę odbierał wówczas gen. Michał Gryszkowski. Na przełomie XX i XXI wieku zabudowania wokół Rynku zostały w dużej mierze zrewitalizowane i odzyskały reprezentacyjny charakter. Na płycie znajduje się jedno z najpopularniejszych w Poznaniu targowisk owocowo-warzywnych i kwiaciarskich. Ponadto funkcjonują tu liczne sklepy, punkty usługowe i gastronomiczne (w pobliżu istnieje m.in. tradycyjny bar mleczny Duo-Bar Jeżycki) oraz poczta i toaleta publiczna.

## Zabudowa
Najstarsze obiekty przy Rynku to typowe dla Jeżyc sprzed regulacji urbanistycznej, budynki szachulcowe pod numerami: 45, 47 (tzw. styl szwajcarski), 50, 51 i Kraszewskiego 3. Pod numerem 53/55 stoi 4-kondygnacyjna kamienica projektu Paula Pitta (1910) – dom własny architekta, później Bank Ludowy. Pod numerami 1, 2, 3 istnieje całopierzejowa kamienica projektu Oskara Hoffmanna – jedna z najbardziej monumentalnych przy placu (1905). Celowym zabiegiem w tym wypadku jest imitowany podział na kilka fasad.

## Tablica pamiątkowa
Na budynku nr 53 (obecnie Bank Zachodni WBK), znajduje się tablica pamiątkowa z czarnego marmuru, o treści: W tym budynku w latach 1919–1950 mieścił się BANK LUDOWY, który położył wielkie zasługi dla obrony polskości pod zaborem pruskim. Tablicę poświęcono pamięci ZAŁOŻYCIELI i DZIAŁACZY BANKU w 125-tą rocznicę powstania bankowości spółdzielczej w Polsce. Spółdzielczy Bank Ludowy w Poznaniu. 1986r.

## Komunikacja
Rynek Jeżycki jest istotnym węzłem poznańskiej komunikacji miejskiej – zbiegają się tu linie tramwajowe 2, 8 i 18 oraz ważna autobusowa – 164. Rynek należy jednocześnie do najbardziej zakorkowanych elementów poznańskiego systemu komunikacyjnego. Przejazd przez niego w godzinach szczytu z użyciem pojazdów prywatnych, może zajmować bardzo dużo czasu.
Według danych na 2017, rynek odwiedza codziennie kilka tysięcy osób. 80–90% z nich dociera na niego pieszo lub transportem publicznym. Mieszkańcy Jeżyc stanowią 50–65% klientów, a 30% to ludzie z innych, najczęściej sąsiednich części miasta. Przy rynku parkuje dziennie około stokilkadziesiąt pojazdów mechanicznych, przy czym ¾ z nich nie stoi tam dłużej niż 1,5 godziny.